# Valdestillas
Valdestillas est une commune de la province de Valladolid dans la communauté autonome de Castille-et-León en Espagne.

## Sites et patrimoine
Les édifices notables de la commune sont :
- Église paroissiale Nuestra Señora del Milagro
- Chapelle del Cristo del Amparo - Valdestillas
- Pont romain
- Musée taurin